# 霍爾茨格拉本河
51°2′29.7″N 9°39′28.9″E / 51.041583°N 9.658028°E
霍爾茨格拉本河（德語：Holzgraben），是德國的河流，位於該國中部，由黑森州負責管轄，屬於福達河的左支流，河道全長6.5公里，流域面積15.2平方公里，河口處在阿爾海姆附近。